# Saxifraga kochii
Saxifraga kochii är en stenbräckeväxtart som beskrevs av Hornung. Saxifraga kochii ingår i Bräckesläktet som ingår i familjen stenbräckeväxter. Inga underarter finns listade i Catalogue of Life.